# Hautevillové
Hautevillové [ótvilové] (francouzsky : Maison de Hauteville, italsky : Casa d'Altavilla, sicilsky : Casa d'Autavilla) byli normanský rod původem z poloostrova Cotentin a první královskou dynastií, která vládla Sicilskému království, které založila. Na sicilském trůnu jí vystřídala dynastie německých Hohenštaufů, kteří byli potomky poslední královny z rodu Hauteville.
Sicilští králové z rodu Hauteville:
- Tankred z Hauteville (980–1041)
  -  Roger I. Sicilský (1031–1101), hrabě sicilský
    -  Šimon Sicilský (1093–1105), hrabě sicilský
    -  Roger II. Sicilský (1095–1154), hrabě, od roku 1130 král sicilský
      - Roger III. Apulijský (1118–1148), apulijský vévoda
        -  Tankred Sicilský (1138–1194)
          -  Roger III. Sicilský (1170–1193)
          -  Vilém III. Sicilský (1185–1198)

      -  Vilém I. Sicilský (1131–1166)
        -  Vilém II. Sicilský (1155–1189)

      -  Konstancie Sicilská (1194–1198)
        -  Fridrich I. (1194–1250), následník z rodu Hohenštaufů

  - Robert Guiscard (1015–1085)
    -  Emma z Hauteville (1080–1120)
      -  Tankred Galilejský (1072–1112), galilejský kníže